# Dem Satan singt man keine Lieder
Dem Satan singt man keine Lieder (Originaltitel: The Prowler) ist ein US-amerikanischer Kriminalfilm aus dem Jahr 1951 von Joseph Losey mit Van Heflin und Evelyn Keyes in den Hauptrollen. Der Film noir wurde von Eagle Production und Horizon Pictures produziert und basiert auf der Originalstory The Cost of Living von Robert Thoeren und Hans Wilhelm.

## Handlung
Los Angeles: Die Polizisten Webb Garwood und Bud Crocker werden zum Haus der attraktiven Susan Gilvray gerufen, die vermutet, dass ein Einbrecher oder Landstreicher bei ihrem Haus ist. Der jüngere Webb sucht Susan später am Abend noch einmal auf. Susan enthüllt bei der Unterhaltung, dass sie ständig von ihrem wohlhabenden Mann John allein gelassen wird. John ist ein beliebter und erfolgreicher Radiomoderator, der durch eine Nachtsendung führt. Susan entdeckt, dass sie mit Webb in der gleichen Stadt in Indiana aufgewachsen ist. Sie kennt ihn als Basketballspieler von der High School. Webb erzählt ihr von seinen vergangenen Beziehungen und seinem Traum, ein eigenes Motel zu besitzen.
Webb Garwood besucht Susan weiterhin. Als er sie eines Abends nach Zigaretten fragt, erklärt sie ihm, dass ihr Mann sie und auch seine Zigaretten wegschließe. Webb kann die verschlossene Schublade, in der sich eine Packung befindet, öffnen. Neben den Zigaretten findet er Johns Testament, das er heimlich liest. Susan eröffnet ihm, dass John zwar für ihr Wohlergehen sorge, doch ihren sehnlichsten Wunsch nach einem Baby nicht erfüllen konnte. Webb und Susan beginnen eine Affäre, in deren Verlauf Garwood immer fordernder wird. Er will, dass sie ihn auf einer Reise nach Las Vegas trifft, doch als sie dort nicht wie verabredet am Flughafen erscheint, sucht er sie in ihrem Haus auf. Susan erklärt, dass ihr Mann misstrauisch geworden sei und sie bedroht habe. Webb fliegt daraufhin wieder nach Las Vegas. Einige Tage später kommt Susan nach und informiert Webb, dass sie ihren Mann um die Scheidung gebeten habe. Webb beendet die Affäre ohne Gefühlsregung.
In Los Angeles schleicht Webb Garwood eines Abends um das Haus der Gilvrays und verursacht verdächtige Geräusche, die einen Einbruch vortäuschen sollen. Zurück im Streifenwagen erhält er eine Meldung, dass eine verdächtige Person in der Gegend der Gilvrays ist. Er fährt hin und beobachtet versteckt das Haus. John tritt bewaffnet vor die Tür und wird von Webb kaltblütig erschossen; zur Tarnung schießt sich Webb mit der Waffe des Toten in den eigenen Unterarm. Bei der folgenden Verhandlung geben Webb und Susan vor, sich nicht zu kennen. Garwoods Kollege Crocker wundert sich über Webbs schwache Erinnerung, sagt aber nichts. Garwood plädiert, dass sein tödlicher Schuss ein Unfall war und wird freigesprochen. Er scheidet aus dem Polizeidienst aus. Um seine Beziehung zu Susan zu erneuern, bittet Webb Johns Bruder William, Susan 700 Dollar aus seiner Lebensversicherung zu geben. Später besucht er Susan. Sie packt für ihren Umzug und will Webb zunächst zurückweisen. Auf seine Frage hin, warum sie dann bei Gericht beider Bekanntschaft verneint hat und also einen Mörder deckte, gibt sie ihre Unsicherheit und Schwäche preis. Der Psychopath hat nun leichtes Spiel. Susan macht sich mehr wegen des Ehebruchs Sorgen, als sie um den Tod ihres Mannes betrübt ist. Webb erzählt, dass er aus Betroffenheit über die Geschehnisse nichts mehr mit Waffen zu tun haben will, obwohl er als Scharfschütze immer von ihnen fasziniert war. Er gibt allerdings zu, dass er John getötet hätte, wenn es die einzige Möglichkeit gewesen wäre, mit ihr zusammen zu sein. Garwood versichert Susan aber, dass es ein Unfall war. Sie glaubt ihm und fällt in seine Arme.
Kurze Zeit später heiraten Webb und Susan und fahren gleich nach Las Vegas in ihre frisch erworbene Motelanlage. Ein Ehepaar an der Rezeption kehrt sofort wieder um, als sich Garwood als neuer Besitzer vorstellt. Am ersten Abend im Motel verkündet Susan glücklich, im vierten Monat schwanger zu sein. Webb ist entsetzt, denn da John zeugungsunfähig war und nicht der Vater sein kann, würde herauskommen, dass Webb Susan doch schon vor Johns Tod kannte. Webb bringt Susan in die Geisterstadt Calico, wo sie das Baby in aller Heimlichkeit zur Welt bringen soll. Als beide beginnen, sich mit der neuen Lage in der Wüsteneinöde anzufreunden, hört Susan auf einer – versehentlich – mitgebrachten Schallplatte die Stimme von John. Kurz darauf setzen die Geburtswehen ein. Während einer Sturms fährt Webb in eine ziemlich weit entfernte Nachbarstadt, weist dem Arzt Dr. James eine Polizeimarke vor und veranlasst ihn dadurch, sich um Susan zu kümmern. Der Arzt verhilft Susan zur Geburt eines gesunden Kindes, fährt aber mit dem neugeborenen Mädchen weg, nachdem er von Susan ins Bild gesetzt wurde. Webb stürzt zu seinem Cadillac, um den Arzt noch einzuholen, allerdings hat dieser den Schlüssel abgezogen. Susan versteckt den Ersatzschlüssel. Sie beschuldigt Webb des Mordes an John und des geplanten Mordes an dem Arzt. Die Waffe hatte sie mit Unbehagen schon am ersten Abend in Las Vegas in Webbs Koffer entdeckt. Webb erkennt, dass sein gesamter Plan gescheitert ist. Verbittert konstatiert er, dass manche für Millionen töten, andere wiederum für nur 62.000 Dollar – die Summe aus Johns Nachlass. Susan ist erschüttert, denn nun merkt sie, dass Webb über Johns Testament Bescheid wusste. Sie fordert ihn auf, zu verschwinden, und wirft ihm den Ersatzschlüssel zu. Webb fährt davon und stößt auf einer Engstelle auf das Ehepaar Crocker, die ihn besuchen wollten. Er kommt nicht weiter und kehrt um, um schließlich zu Fuß vor der mittlerweile eingetroffenen Polizei zu fliehen. Webb versucht, über einen Hügel zu entkommen. Dabei wird er von den Polizisten erschossen. Webbs Leiche rollt, von Susan aus dem Fenster heraus beobachtet, den Abhang hinunter.

## Produktion

### Hintergrund
Gedreht wurde der Film ab Anfang April 1950 in der Geisterstadt Calico, Los Angeles sowie in den Motion-Picture-Center-Studios und den Republic-Studios in Hollywood.
Der im Abspann nicht genannte Drehbuchautor Dalton Trumbo, der mit einem Berufsverbot belegt war, wurde erst im Jahr 2000 von der Writers Guild of America anerkannt. Die Stimme des Radiosprechers John Gilvray ist in der Originalfassung Trumbos Stimme.
Sam Spiegel, im Vorspann als S. P. Eagle genannt, und John Huston kauften die Rechte an der Originalgeschichte für 50.000 Dollar (2023: 587.000 Dollar). Joseph Breen, Leiter der Zensurbehörde PCA, kritisierte die niedrige Moral und bestand darauf, die ehebrecherische Affäre und die Schwangerschaft auf ein Minimum zu kürzen. Regieassistent Robert Aldrich hielt Breen über die Drehbuchänderungen auf dem Laufenden, bis dieser schließlich das Drehbuch genehmigte.
Gegen ein Werbeplakat des Verleihers United Artists, das Evelyn Keyes, die für diesen Film von Columbia Pictures ausgeliehen wurde, nur mit einem Handtuch bedeckt zeigte, konnte die PCA nichts ausrichten, da unabhängige Kinos nicht unter die Jurisdiktion der Behörde fielen.
In einigen Zeitungsartikeln, beispielsweise in der Los Angeles Times am 4. Juni 1951, wurde vor dem ehebrecherischen Thema des Films gewarnt. Hervorgehoben wurden Zensurprobleme, da die Ehebrecherin am Ende nicht bestraft wird.

### Stab
Boris Leven oblag die künstlerische Leitung. Robert Aldrich arbeitete als Regieassistent, Don Weis als Script Supervisor. Die Dialogregie übernahm Gladys Hill. Musikalischer Direktor war Irving Friedman, Lyn Murray dirigierte das Orchester, das von Fred Steiner geleitet wurde.

### Besetzung
In kleinen nicht im Abspann erwähnten Nebenrollen traten Herbert Anderson, Bess Flowers und George Nader auf.

## Synchronisation
In der deutschen Sprachfassung hört man Günter König für Van Heflin, Henry Kielmann für John Maxwell und Marianne Kehlau für Katherine Warren.

## Veröffentlichung
Die Premiere des Films fand am 23. Mai 1951 in Philadelphia statt. In der Bundesrepublik Deutschland kam er am 25. Oktober 1957 in die Kinos. Er wurde auch unter dem Titel Der Getriebene gezeigt. Im Fernsehen wurde der Film mit dem Titel Auf Streife ausgestrahlt.

## Kritiken
Der Filmkritiken-Aggregator Rotten Tomatoes hat in einer Auswertung von 18 Kritiken eine Zustimmungsrate von 100 Prozent errechnet. Das Publikumsergebnis hat sich bei 84 Prozent positiver Bewertungen eingependelt.
Das Lexikon des internationalen Films schrieb: „Unterkühlter, gut konstruierter ‚schwarzer‘ Kriminalfilm.“
Die Filmzeitschrift Cinema befasste sich mit der TV-Ausstrahlung (Auf Streife): „Van Heflin dominiert als eiskalter Cop in dem düsteren, straff inszenierten und gut gespielten Film noir, der auch unter dem Titel «Dem Satan singt man keine Lieder» lief. Fazit: Fesselnde Variante von ‚Wenn der Postmann…‘.“
Matthias Merkelbach bezeichnete den Film im Portal Der Film noir als Meisterwerk. Heflins Schauspiel als Webb Garwood sei in seinen Nuancen so umwerfend, dass man sich frage, warum dieser fantastische Darsteller nie den Ruf erlangte, der ihm gebührt. Der Film selbst mache keinen Hehl aus seiner Kritik an der bürgerlichen Klassengesellschaft US-amerikanischer Prägung, indem er die im Luxus schwelgende Gattin eines Mannes der Unterhaltungsbranche und einen Sohn des Proletariats, dessen Vater bereits chancenlos im Leben stand, Seite an Seite stelle.
David Thomson befand im Magazin The New Republic, der Film sei eine flotte und geschickte Analyse einer Welt, in der Korruption und einfache Antworten ihre Vorteile haben.
Dave Kehr schrieb im Jahr 2009 im Chicago Reader, der „halluzinatorische“ Film noir sei der beste Film von Joseph Losey. Losey nutze einmal nicht seine üblichen Brechtschen Verfremdungseffekte, das Resultat sei ein „Film mit einer lebhaften Gefühl der Gefangenheit und zugleich einer kühlen, kritischen Intelligenz.“